# Asynje (band)
 For alternative betydninger, se Asynje (flertydig). (Se også artikler, som begynder med Asynje)
Asynje er en dansk folktronicagruppe, der har eksisteret siden begyndelse af 2000'erne. Gruppen tager udgangspunkt i nordisk folkemusik og fortællinger fra vikingetiden. Asynje består af Nanna Barslev, Martin Seeberg, Søren Hammerlund, Troels Dueholm Nørgaard, Jacob Lund. Flere af gruppens medlemmer har tidligere spillet i lignende bands som Virelai og Valravn

## Historie
Den oprindelige sammensætning bestod af duoen Barslev og Hammerlund, nogle år senere Seeberg og Mads Kjøller-Henningsen, der ikke længere er en del af bandet.
Gruppen har spillet på Castlefest i Holland flere gange, og forskellige danske vikingemarkeder og Aarhus Festuge. Deres debutkoncert forgik på Nationalmuseet i oktober 2010 til Københavns kulturnat.
Asynjes første udgivelse var en selvbetitlet EP fra 2004.
I maj 2011 udgav Asynje deres debutalbum Genkaldt. En tysk anmelderside skrev, at "Musikken er fortrinlig til at glemme verden omkring sig for et øjeblik, og sorgløst forsvinde ind i klanguniverset" og gav 9/10 point. Rootzone.dk skrev "Asynjes debutalbum lover godt for fremtiden og for fornyelse af en ellers gammel genre."
Den 5. september 2013 gav bandet en koncert i Vordingborg i anledning af at Dronning Margrethe og prins Henrik besøgte byen. Ved samme lejlig havde man lavet et middelalderarrangement i gågaden og omkring borgterrænet omkring Gåsetårnet, hvor Middelaldercentret reenactede et slag. Asynjes koncerter startede ligeledes ved borgruinen, og bevægede sig ned mod Sydhavnen, hvor Kongeskibet Dannebrog lå for anker, idet bandet spillede på en åben lastbil.
I 2015 udkom deres andet album kaldet Galdr.

## Medlemmer

### Nuværende medlemmer
- Nanna Barslev – vokal
- Martin Seeberg – violin, bratsch, fløjter, lyre
- Søren Hammerlund – drejelire, nøgleharpe, elektronik
- Troels Dueholm Nørgaard – fløjte, skalmeje, drejelire, bouzouki
- Jacob Lund – trommer, perkussion

### Tidligere medlemmer
- Mads Kjøller Henningsen (2010-2012) - fløjte, sækkepibe, bouzouki

## Diskografi
- 2004 Asynje (EP)
- 2011 Genkaldt
- 2014 Færd
- 2015 Galdr